# Das Wolkenphänomen von Maloja
Das Wolkenphänomen von Maloja ist ein deutscher Kurz-Dokumentarfilm des Bergfilm-Pioniers Arnold Fanck aus dem Jahr 1924. Von dem ursprünglich wohl 14 Minuten und 30 Sekunden langen Film existiert nur noch eine neun Minuten lange Fassung, die jeweils als Nitrokopie im Filmarchiv Austria sowie in der Cinémathèque Suisse erhalten ist. Das Originalnegativ ist nicht überliefert.

## Inhalt
Der Film widmet sich dem Naturschauspiel der Wolkenbewegungen hoch über den Gipfeln der Engadiner Bergwelt. In ausgedehnten Fotostudien zeigt der Film vor allem die ungewöhnlichen Wolkenformationen rund um den Engadiner Malojapass, die durch besondere Luftausgleichsströmungen entstehen. Feuchte Luft verwandelt sich in Wolken und wird wie in einem Wasserfall über den Malojapass gedrückt (siehe auch Maloja-Schlange), während darüber die Sonne scheint. Der Nordwind treibt die höher gelegenen Wolken gegenläufig wieder nach Süden. Nach und nach wird die Stille und Einsamkeit der Szenerie mit Aufnahmen von zwei Bootsfahrern konnotiert, die im Angesicht der imposanten Bergwelt auf einem See fahren.

## Hintergrund
Der Film entstand in einer Übergangszeit des Bergfilm-Genres, in der sich die bis dahin vor allem dokumentarischen Filme zu Spielfilmen wandelten und auf diese Weise eine größere Beachtung erfuhren als zuvor. Das Wolkenphänomen von Maloja ist einer der letzten Filme, die „auf ein rein optisches Natur-Spektakel“ setzten. Andere Filme der Zeit hatten „scheinbar zufällige Aufnahmen von namenlosen Skifahrern und Bergsteigern“ komponiert, ohne sie in Handlungen interagieren zu lassen, wie Fanck es bereits im Film Im Kampf mit dem Berge (1921) vorgegriffen hatte. Mit wachsender Popularität des Genres verlangte das Publikum mehr narrative Elemente, was die zeitgenössische Filmkritik zum Teil honorierte, zum Teil aber auch ablehnte.
In Olivier Assayas’ Film Die Wolken von Sils Maria, in dem die Maloja-Schlange eine wichtige Rolle spielt, werden Ausschnitte aus Das Wolkenphänomen von Maloja gezeigt.